# Ilhan Omar
Ilhan Omar, född 4 oktober 1982 i Mogadishu, är en amerikansk politiker tillhörande Minnesota Democratic–Farmer–Labor Party och Demokratiska partiet.

## Biografi
Omar är yngst av sju syskon. Hon växte upp i Baidoa i Somalia. Som åttaåring flydde hon inbördeskriget och bodde i ett flyktingläger i Kenya i fyra år. Omar flyttade sedan till USA med sin familj.
I mellanårsvalet i USA 2018 vann hon en plats i USA:s representanthus. Därmed blev hon tillsammans med Rashida Tlaib de två första muslimska kvinnorna i USA:s kongress. Hon är också den första kvinnan med hijab och den första flyktingen som valts till kongressen. Hon har utsatts för flera dödshot, trakasserier från politiska motståndare och falska och vilseledande påståenden från Donald Trump.
Dokumentärfilmen Time for Ilhan (2018), av Norah Shapiro, följer Omars politiska kampanj.
Tidskriften Time utnämnde 2017 Omar till en av "Firsts: Women who are changing the world", en specialrapport om 46 kvinnor som bröt barriärer inom sina respektive discipliner, och presenterade henne på omslaget den 18 september. Omars familj utsågs till en av de "fem familjer som förändrar världen som vi känner den" av Vogue i februari 2018 med fotografier av Annie Leibovitz.

## Kritik
Omar har fått mycket kritik för att, enligt kritikerna, ska ha brytt sig mer om somaliska klanintriger än om sin roll som amerikansk kongressledamot. I samband med dispyterna mellan Somalia och det självstyrande Somaliland har hon haft ett mycket stort engangemang till förmån för den somaliska sidan. 
I kritiken har det framförts att Omars pappa Nur Omar Mohamed, tjänstgjorde som överste under den fruktade diktatorn Siad Barre, som också var ansvarig för folkmordet mot Isaak-klanen. Därtill hade Omars farfar en mycket högt uppsatt position i Barres regim, vilket också var skälet till att familjen senare kunde ta sig till Kenya innan vidare färd till USA. Utöver folkmordet på över 200 000 Somaliländare var militären känd för sina mord och sin brutalitet, vilket innefattade sexuellt våld och tortyr. 

## Politik
Omar beskriver sig som intersektionell feminist.
Hon har försvarat sjukförsäkringssystemet Medicare, arbetat för avgiftsfri universitetsutbildning och höjd minimilön.
Hon stöttar övergången till en grön ekonomi, har ställt sig bakom reformpaketet Green New Deal, och är en av grundarna till Global Alliance for a Green New Deal.
Omar har varit kritisk mot USA:s utrikespolitik och har krävt minskade anslag för "evigt krig och militär aggression".
Hon har fördömt Israels bosättarpolitik och militära kampanjer i de ockuperade palestinska områdena, och hon stöder rörelsen Bojkott, desinvesteringar och sanktioner (BDS).